# Шелеховское озеро (памятник природы)
«Шелеховское озеро» (укр. Шелехівське озеро) — гидрологический памятник природы общегосударственного значения, расположенный на территории Лебединского района (Сумская область, Украина). Входит в список Топ-7 удивительных озёр Украины (Топ-7 дивовижних озёр України), согласно сайту Открывай Украину.
Площадь — 7 га.

## История
Статус памятника природы был присвоен постановлением Совета министров УССР от 14.10.75 N 780-р.

## Описание
Природоохранный объект создан с целью охраны одноименного озера тектонического происхождения ледникового периода, что находится в балке на Правобережье реки Псёл. Памятник природы занимает квадрат 97 (уч. 19) Межиричского лесничества на территории Межиричского сельсовета — севернее села Межирич. Вокруг озера и памятника природы расположен гидрологический заказник местного значения Шелеховский.
Ближайший населённый пункт — село Межирич, город — Лебедин.

## Природа
По берегам растут берёза, ива, ольха, в лесах (которые окружают озеро) — дуб, груша, клён, акация, сосна. Травяной ярус представлен папоротниками, ясноткой, хмелем, ежевикой.
В озере обитают карась, вьюн, рак.